# Wiwersheim

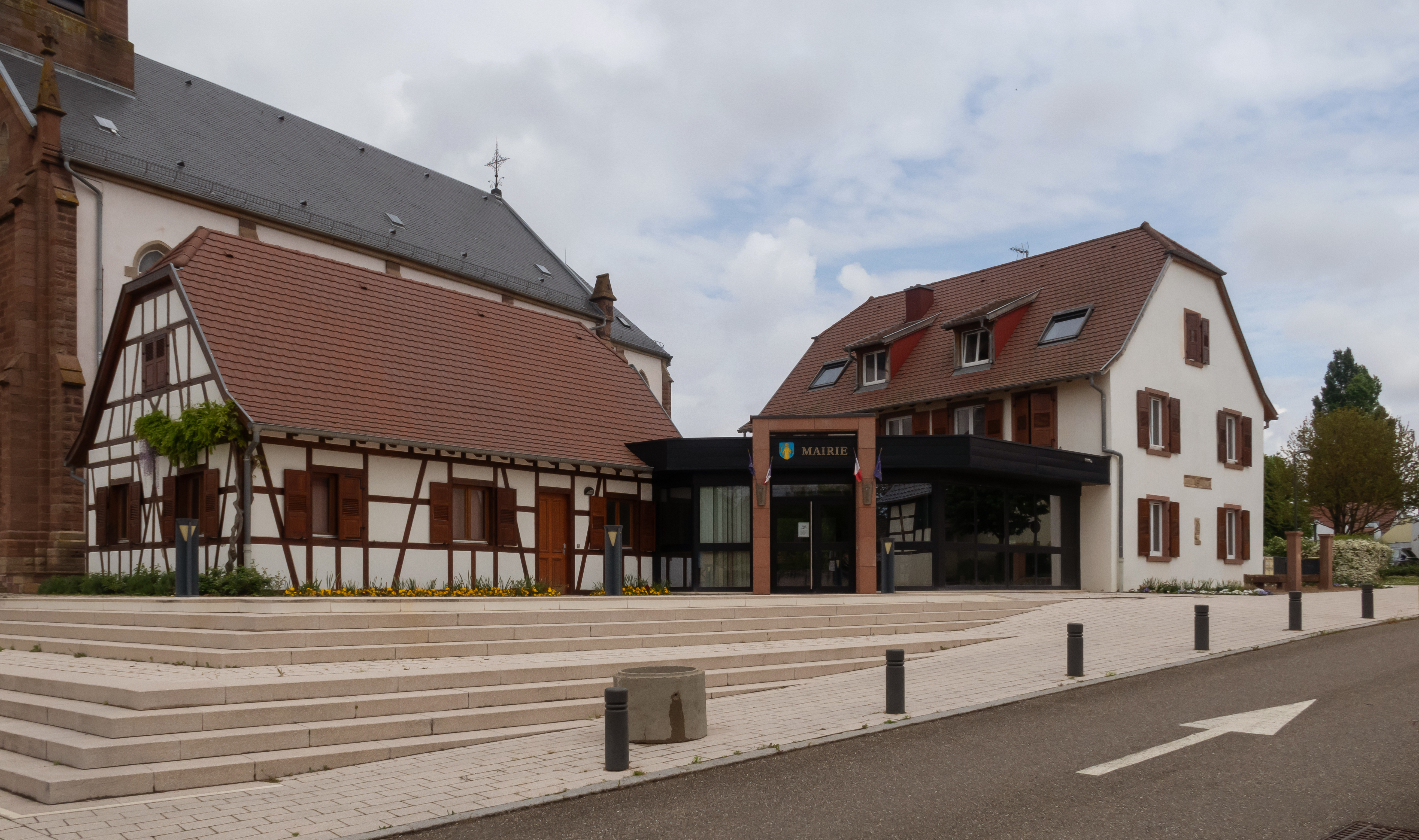
Wiwersheim, Rathaus

Wiwersheim ist eine französische Gemeinde mit 872 Einwohnern (Stand 1. Januar 2021) im Département Bas-Rhin in der Region Grand Est (bis 2015 Elsass). Wiwersheim ist Mitglied der Communauté de communes du Kochersberg.

## Geografie
Wiwersheim liegt im Kochersberg zwischen Quatzenheim und Truchtersheim. Straßburg ist 15 Kilometer östlich entfernt. Die Berge Mont Saint-Odile und Schneeberg in den Vogesen sind vom Dorf aus ungefähr 40 Kilometer entfernt und gut sichtbar.

## Bevölkerungsentwicklung
| 1962 | 1968 | 1975 | 1982 | 1990 | 1999 | 2006 | 2017 |
| ---- | ---- | ---- | ---- | ---- | ---- | ---- | ---- |
| 219  | 262  | 291  | 345  | 487  | 502  | 692  | 880  |

## Wirtschaft
Wichtige Erwerbszweige sind die Landwirtschaft, das Gast-, das Baugewerbe und eine Immobilienfirma.

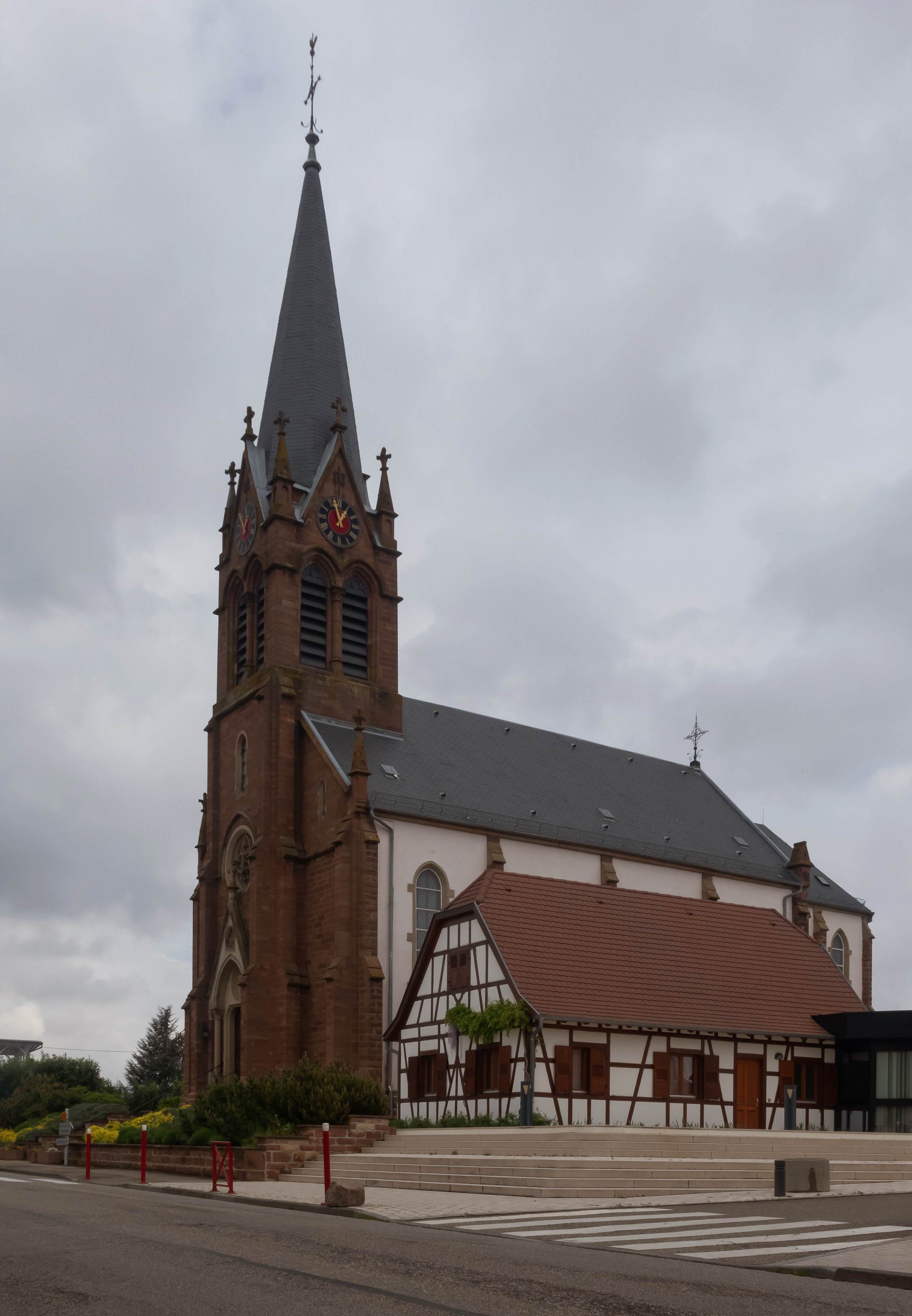
Kirche St. Cyriacus